# Янувка (Підляське воєводство)
Янувка (пол. Janówka) — село в Польщі, у гміні Августів Августівського повіту Підляського воєводства.
Населення — 442 особи (2011).
У 1975-1998 роках село належало до Сувальського воєводства.

## Демографія
Демографічна структура станом на 31 березня 2011 року:
|          | Загалом | Допрацездатний вік | Працездатний вік | Постпрацездатний вік |
| -------- | ------- | ------------------ | ---------------- | -------------------- |
| Чоловіки | 209     | 44                 | 136              | 29                   |
| Жінки    | 233     | 51                 | 137              | 45                   |
| Разом    | 442     | 95                 | 273              | 74                   |

## Пам'ятки
У селі розташована пам'ятка історії та архітектури: 
- Парафіяльна церква Благовіщення Пресвятої Богородиці, початок 20 століття[4].